# 南甲佐站
南甲佐站（日语：／ Minami-Kōsa eki */?）是位於熊本縣上益城郡甲佐町，熊延鐵道的鐵路車站（廢站）。

## 歷史
- 1956年（昭和31年）12月10日 - 甲佐至佐俁之間開設此站[1]。
- 1964年（昭和39年）3月31日 - 熊延鐵道廢線，此站也被廢除[1]。

## 車站設施
此站是地面車站，設有1面1線的單式月台。

## 相鄰車站
熊延鐵道
甲佐－南甲佐－佐俁

## 注腳
1. 1 2  今尾惠介《日本鐵道旅行地圖帳》12號九州沖繩 北信越（新潮社、2008年）p.46

## 相關項目
- 日本鐵路車站列表 Mi